# 磯城郡

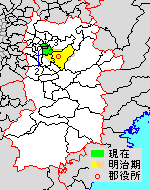
奈良県磯城郡の範囲（1.川西町 2.三宅町 3.田原本町 薄黄：後に他郡に編入された区域）

磯城郡（しきぐん）は、奈良県の郡。
人口44,487人、面積31.08km²、人口密度1,431人/km²。（2025年2月1日、推計人口）
以下の3町を含む。
- 川西町（かわにしちょう）
- 三宅町（みやけちょう）
- 田原本町（たわらもとちょう）

## 郡域
大和平野(奈良盆地)の中央に位置する。
1897年（明治30年）に行政区画として発足した当時の郡域は、上記3町のほか、下記の区域にあたる。
- 天理市の一部（柳本町・渋谷町・檜垣町・遠田町・海知町・武蔵町）
- 橿原市の一部（概ね飯高町、大垣町、豊田町、新口町、上品寺町、内膳町、北八木町、木原町、山之坊町、石原田町、出合町、膳夫町、下八釣町、木之本町より北東[1]）
- 桜井市の全域
- 宇陀市の一部（榛原笠間・榛原安田・榛原柳・榛原角柄）

## 歴史
- 明治30年（1897年）

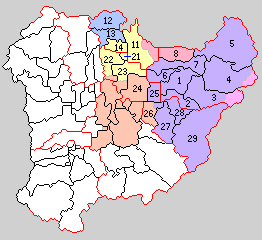
1.三輪町 2.城島村 3.朝倉村 4.初瀬町 5.上之郷村 6.織田村 7.纏向村 8.柳本村 11.川東村 12.川西村 13.三宅村 14.都村 21.田原本町 22.平野村 23.多村 24.耳成村 25.大福村 26.香久山村 27.安倍村 28.桜井町 29.多武峰村（赤：天理市 橙：橿原市 紫：桜井市 桃：宇陀市 黄：磯城郡田原本町 青：合併なし）

  - 4月1日 - 郡制の施行のため、式上郡・式下郡・十市郡の区域をもって磯城郡が発足。（4町17村）
    - 旧・式上郡（2町6村） - 三輪町、城島村（現・桜井市）、朝倉村、初瀬町（現・桜井市、宇陀市）、上之郷村、織田村、纏向村（現・桜井市）、柳本村（現・天理市）
    - 旧・式下郡（4村） - 川東村（現・天理市、田原本町）、川西村（現・川西町）、三宅村（現・三宅町）、都村（現・田原本町）
    - 旧・十市郡（2町7村） - 田原本町（現存）、平野村、多村（現・橿原市、田原本町）、耳成村（現・橿原市）、大福村（現・桜井市）、香久山村（現・橿原市、桜井市）、安倍村、桜井町、多武峰村（現・桜井市）

  - 8月1日 - 郡制を施行。郡役所が三輪町に設置。
- 大正12年（1923年）
  - 1月1日 - 柳本村が町制施行して柳本町となる。（5町16村）
  - 4月1日 - 郡会が廃止。郡役所は存続。
- 大正15年（1926年）7月1日 - 郡役所が廃止。以降は地域区分名称となる。
- 昭和17年（1942年）4月1日 - 桜井町・城島村が合併し、改めて桜井町が発足。（5町15村）
- 昭和24年（1949年）6月8日 - 耳成村の一部（内膳）が高市郡八木町に編入。
- 昭和29年（1954年）
  - 1月1日 - 柳本町が山辺郡丹波市町・朝和村・福住村・二階堂村・添上郡櫟本町と合併して天理市が発足し、郡より離脱。（4町15村）
  - 3月3日 - 安倍村・多武峰村・朝倉村が桜井町に編入。（4町12村）
  - 7月1日 - 桜井町の一部（笠間・安田）が宇陀郡榛原町に編入。
  - 7月10日 - 三輪町・織田村・纏向村が合併して大三輪町が発足。（4町10村）
- 昭和31年（1956年）
  - 2月11日 - 耳成村が高市郡畝傍町・鴨公村・八木町・今井町・真菅村と合併して橿原市が発足し、郡より離脱。（4町9村）
  - 9月1日 - 大福村・香久山村が桜井町に編入。桜井町が即日市制施行して桜井市となり、郡より離脱。（3町7村）
  - 9月30日（3町2村）
    - 上之郷村が桜井市に編入。
    - 多村・川東村・平野村・都村・田原本町が合併し、改めて田原本町が発足。
- 昭和32年（1957年）7月1日 - 田原本町の一部（飯高・大垣・豊田・西新堂・新口）が橿原市に編入。
- 昭和33年（1958年）10月15日 - 田原本町の一部（檜垣・遠田・海知・武蔵）が天理市に編入。
- 昭和34年（1959年）2月23日 - 初瀬町が桜井市に編入。（2町2村）
- 昭和38年（1963年）4月1日 - 大三輪町が桜井市に編入。（1町2村）
- 昭和49年（1974年）4月1日 - 三宅村が町制施行して三宅町となる。（2町1村）
- 昭和50年（1975年）4月1日 - 川西村が町制施行して川西町となる。（3町）

### 変遷表
| 明治22年以前 | 旧郡   | 明治29年3月29日 | 明治29年 - 昭和20年         | 昭和21年 - 昭和30年         | 昭和31年 - 昭和63年          | 平成1年 - 現在 | 現在     |
| ------------ | ------ | --------------- | --------------------------- | --------------------------- | ---------------------------- | -------------- | -------- |
|              | 式下郡 | 三宅村          | 三宅村                      | 三宅村                      | 昭和49年4月1日 町制          | 三宅町         | 三宅町   |
|              | 式下郡 | 川西村          | 川西村                      | 川西村                      | 昭和50年4月1日 町制          | 川西町         | 川西町   |
|              | 式下郡 | 川東村          | 川東村                      | 川東村                      | 昭和31年9月30日 田原本町     | 田原本町       | 田原本町 |
|              | 式下郡 | 都村            | 都村                        | 都村                        | 昭和31年9月30日 田原本町     | 田原本町       | 田原本町 |
|              | 十市郡 | 田原本町        | 田原本町                    | 田原本町                    | 昭和31年9月30日 田原本町     | 田原本町       | 田原本町 |
|              | 十市郡 | 多村            | 多村                        | 多村                        | 昭和31年9月30日 田原本町     | 田原本町       | 田原本町 |
|              | 十市郡 | 平野村          | 平野村                      | 平野村                      | 昭和31年9月30日 田原本町     | 田原本町       | 田原本町 |
|              | 十市郡 | 耳成村          | 耳成村                      | 耳成村                      | 昭和31年2月11日 橿原市の一部 |                | 橿原市   |
|              | 十市郡 | 大福村          | 大福村                      | 大福村                      | 昭和31年9月1日 桜井町に編入  | 桜井市         | 桜井市   |
|              | 十市郡 | 香久山村        | 香久山村                    | 香久山村                    | 昭和31年9月1日 桜井町に編入  | 桜井市         | 桜井市   |
|              | 十市郡 | 安倍村          | 安倍村                      | 昭和29年3月3日 桜井町に編入 | 昭和31年9月1日 市制          | 桜井市         | 桜井市   |
|              | 十市郡 | 多武峰村        | 多武峰村                    | 昭和29年3月3日 桜井町に編入 | 昭和31年9月1日 市制          | 桜井市         | 桜井市   |
|              | 十市郡 | 桜井町          | 桜井町                      | 桜井町                      | 昭和31年9月1日 市制          | 桜井市         | 桜井市   |
|              | 式上郡 | 城島村          | 昭和17年4月1日 桜井町に編入 | 桜井町                      | 昭和31年9月1日 市制          | 桜井市         | 桜井市   |
|              | 式上郡 | 朝倉村          | 朝倉村                      | 昭和29年3月3日 桜井町に編入 | 昭和31年9月1日 市制          | 桜井市         | 桜井市   |
|              | 式上郡 | 上之郷村        | 上之郷村                    | 上之郷村                    | 昭和31年9月30日 桜井市に編入 | 桜井市         | 桜井市   |
|              | 式上郡 | 初瀬町          | 初瀬町                      | 初瀬町                      | 昭和34年2月23日 桜井市に編入 | 桜井市         | 桜井市   |
|              | 式上郡 | 三輪町          | 三輪町                      | 昭和30年7月10日 大三輪町    | 昭和38年4月1日 桜井市に編入  | 桜井市         | 桜井市   |
|              | 式上郡 | 織田村          | 織田村                      | 昭和30年7月10日 大三輪町    | 昭和38年4月1日 桜井市に編入  | 桜井市         | 桜井市   |
|              | 式上郡 | 纏向村          | 纏向村                      | 昭和30年7月10日 大三輪町    | 昭和38年4月1日 桜井市に編入  | 桜井市         | 桜井市   |
|              | 式上郡 | 柳本村          | 大正12年1月1日 町制         | 昭和29年4月1日 天理市の一部 |                              |                | 天理市   |

## 行政
歴代郡長
| 代 | 氏名 | 就任年月日               | 退任年月日                | 備考                   |
| -- | ---- | ------------------------ | ------------------------- | ---------------------- |
| 1  |      | 明治30年（1897年）8月1日 |                           |                        |
|    |      |                          | 大正15年（1926年）6月30日 | 郡役所廃止により、廃官 |